# 맥스웰 변형력 텐서
전자기학에서 맥스웰 변형력 텐서(Maxwell stress Tensor)는 전자기장으로 인해 발생하는 변형력을 나타내는 3×3 텐서다. 즉, 전자기장에 의한 운동량의 수송을 기술한다. 제임스 클러크 맥스웰의 이름을 땄다.

## 개요
로런츠 힘 밀도 {\displaystyle {\boldsymbol {\mathit {F}}}}는 다음과 같다.
{\displaystyle {\boldsymbol {\mathit {F}}}=\rho {\boldsymbol {\mathit {E}}}+{\boldsymbol {\mathit {J}}}\times {\boldsymbol {\mathit {B}}}}
여기서 {\displaystyle \rho }는 전하 밀도이고, {\displaystyle \mathbf {J} }는 전류 밀도다. 이 식은
{\displaystyle T_{ij}=\varepsilon _{o}E_{i}E_{j}+{\frac {1}{\mu _{0}}}B_{i}B_{j}-{\frac {1}{2}}\delta _{ij}\left({\varepsilon _{o}E^{2}+{\frac {1}{\mu _{0}}}B^{2}}\right)}
에 의해
{\displaystyle F_{i}=\sum _{j}{\frac {\partial T_{ij}}{\partial x_{j}}}}
이라고 쓸 수 있다. 이 {\displaystyle T_{ij}}를 맥스웰 변형력 텐서라고 한다.

## 같이 보기
- 텐서
- 포인팅 벡터

## 참고 문헌
- David J. Griffiths,"Introduction to Electrodynamics" pp. 351-352, Benjamin Cummings Inc., 2008
- John David Jackson,"Classical Electrodynamics, 3rd Ed.", John Wiley & Sons, Inc., 1999.
- Richard Becker,"Electromagnetic Fields and Interactions",Dover Publications Inc., 1964.